# Álvaro de Figueroa y Alonso-Martínez
Álvaro de Figueroa y Alonso-Martínez was een Spaans politicus en polospeler. Hij nam deel aan de Olympische Zomerspelen van 1920 in Antwerpen en behaalde daarbij de zilveren medaille. Bij de Olympische Zomerspelen van 1924 in Parijs maakte hij eveneens deel uit van de Spaanse poloploeg. Hij was een zoon van de Spaanse eerste minister Álvaro Figueroa Torres en een broer van José de Figueroa y Alonso-Martínez.

## Biografie
Álvaro de Figueroa y Alonso-Martínez nam in 1920 deel aan de Olympische Zomerspelen in Antwerpen, waar hij deel uitmaakte van het Spaanse nationale poloteam, samen met zijn broer José de Figueroa y Alonso-Martínez en met Jacobo Fitz-James Stuart y Falcó, Hernando Fitz-James Stuart y Falcó en Leopoldo Sainz de la Maza. Samen met hen behaalde hij hierbij de zilveren medaille. Hij was tevens lid van de Cortes Generales, het Spaanse parlement, ten tijde van zijn deelname aan de Zomerspelen van Antwerpen. Vier jaar later, bij de Olympische Zomerspelen van 1924, was hij weerom lid van de Spaanse poloploeg, die toen vierde werd.

## Belangrijkste resultaten

### Olympische Zomerspelen
| Jaar | Plaats    | Discipline | Resultaat |
| ---- | --------- | ---------- | --------- |
| 1920 | Antwerpen | polo       | Zilver    |
| 1924 | Parijs    | polo       | vierde    |